# Gran Premio motociclistico d'Australia 1994
Il Gran Premio motociclistico d'Australia 1994 fu il Gran Premio inaugurale della stagione e si disputò il 27 marzo 1994 sul circuito di Eastern Creek.
Nella classe 500 il vincitore fu John Kocinski su Cagiva davanti a Luca Cadalora e Mick Doohan; nella 250 il podio fu occupato interamente da piloti italiani, con Max Biaggi vincitore su Aprilia, seguito da Doriano Romboni e Loris Capirossi, mentre Kazuto Sakata, anch'egli su Aprilia, ottenne il successo nella gara della 125, precedendo Peter Öttl e Garry McCoy; in tutte e tre le classi quindi la gara fu vinta da piloti a bordo di moto di case italiane.

## Classe 500
Nonostante fosse stata percorsa la distanza di gara prevista di 30 giri, i commissari decisero di annullare l'ultimo giro a causa dell'invasione di pista da parte di alcuni spettatori, considerando quindi la classifica al penultimo giro.

### Arrivati al traguardo
| Pos. | Nº | Pilota               | Squadra                 | Motocicletta  | Giri | Tempo     | Griglia | Punti |
| ---- | -- | -------------------- | ----------------------- | ------------- | ---- | --------- | ------- | ----- |
| 1º   | 11 | John Kocinski        | Cagiva Team Agostini    | Cagiva        | 29   | 44:37.026 | 1º      | 25    |
| 2º   | 5  | Luca Cadalora        | Marlboro Team Roberts   | Yamaha        | 29   | +6.480    | 2º      | 20    |
| 3º   | 4  | Mick Doohan          | Honda Team HRC          | Honda         | 29   | +9.246    | 3º      | 16    |
| 4º   | 1  | Kevin Schwantz       | Lucky Strike Suzuki     | Suzuki        | 29   | +26.654   | 4º      | 13    |
| 5º   | 7  | Shin'ichi Itō        | Honda Team HRC          | Honda         | 29   | +30.829   | 6º      | 11    |
| 6º   | 8  | Àlex Crivillé        | Honda Team HRC          | Honda         | 29   | +33.319   | 10º     | 10    |
| 7º   | 17 | Alberto Puig         | Ducados Honda Pons      | Honda         | 29   | +33.730   | 5º      | 9     |
| 8º   | 6  | Alex Barros          | Lucky Strike Suzuki     | Suzuki        | 29   | +33.736   | 9º      | 8     |
| 9º   | 10 | Doug Chandler        | Cagiva Team Agostini    | Cagiva        | 29   | +45.604   | 8º      | 7     |
| 10º  | 15 | John Reynolds        | Padgetts Motorcycles    | Harris Yamaha | 29   | +1:22.052 | 12º     | 6     |
| 11º  | 18 | Bernard Garcia       | Yamaha Motor France     | ROC Yamaha    | 29   | +1:27.745 | 16º     | 5     |
| 12º  | 52 | Scott Doohan         | Shell Harris Grand Prix | Harris Yamaha | 29   | +1:32.542 | 15º     | 4     |
| 13º  | 12 | Juan López Mella     | Lopez Mella Racing      | ROC Yamaha    | 29   | +1:32.769 | 14º     | 3     |
| 14º  | 19 | Sean Emmett          | Shell Harris Grand Prix | Harris Yamaha | 29   | +1:33.338 | 13º     | 2     |
| 15º  | 24 | Cristiano Migliorati | Team Pedercini          | ROC Yamaha    | 28   | +1 giro   | 22º     | 1     |
| 16º  | 16 | Laurent Naveau       | Euroteam                | ROC Yamaha    | 28   | +1 giro   | 19º     |       |
| 17º  | 14 | Jeremy McWilliams    | Team Millar             | Yamaha        | 28   | +1 giro   | 17º     |       |
| 18º  | 51 | Jean Pierre Jeandat  | J.P.J. Racing           | ROC Yamaha    | 28   | +1 giro   | 18º     |       |
| 19º  | 27 | Bernard Haenggeli    | Haenggeli Racing        | ROC Yamaha    | 28   | +1 giro   | 21º     |       |
| 20º  | 44 | Marc Garcia          | DR Team Shark           | ROC Yamaha    | 28   | +1 giro   | 27º     |       |
| 21º  | 28 | Julián Miralles      | Team Roc                | ROC Yamaha    | 28   | +1 giro   | 24º     |       |
| 22º  | 34 | Bruno Bonhuil        | M.T.D. Objectif 500     | ROC Yamaha    | 28   | +1 giro   | 23º     |       |
| 23º  | 29 | Andreas Leuthe       | Doppler Austria         | ROC Yamaha    | 28   | +1 giro   | 29º     |       |
| 24º  | 30 | Vittorio Scatola     | Team Paton              | Paton         | 27   | +2 giri   | 31º     |       |
| 25º  | 21 | Cees Doorakkers      | Team Doorakkers         | Harris Yamaha | 27   | +2 giri   | 30º     |       |

### Ritirati
| Nº | Pilota          | Squadra               | Motocicletta  | Giri | Griglia |
| -- | --------------- | --------------------- | ------------- | ---- | ------- |
| 23 | Lucio Pedercini | Team Pedercini        | ROC Yamaha    | 15   | 20º     |
| 36 | Jean Foray      | Jean Foray Racing     | ROC Yamaha    | 8    | 25º     |
| 3  | Daryl Beattie   | Marlboro Team Roberts | Yamaha        | 6    | 7º      |
| 25 | Marco Papa      | Team Elit             | ROC Yamaha    | 6    | 26º     |
| 20 | Kevin Mitchell  | M.B.M. Racing         | Harris Yamaha | 5    | 28º     |
| 50 | Niall Mackenzie | Slick 50 Team WCM     | ROC Yamaha    | 2    | 11º     |

### Non qualificato
| Nº | Pilota             | Squadra        | Motocicletta  |
| -- | ------------------ | -------------- | ------------- |
| 31 | Lothar Neukirchner | Sachsen Racing | Harris Yamaha |

## Classe 250

### Arrivati al traguardo
| Pos. | Nº | Pilota                   | Squadra                 | Motocicletta | Giri | Tempo     | Griglia | Punti |
| ---- | -- | ------------------------ | ----------------------- | ------------ | ---- | --------- | ------- | ----- |
| 1º   | 4  | Max Biaggi               | Chesterfield Aprilia    | Aprilia      | 28   | 43:42.148 | 3º      | 25    |
| 2º   | 5  | Doriano Romboni          | HB Racing Team Italy    | Honda        | 28   | +0.658    | 4º      | 20    |
| 3º   | 2  | Loris Capirossi          | Marlboro Team Pileri    | Honda        | 28   | +0.696    | 1º      | 16    |
| 4º   | 17 | Jean-Philippe Ruggia     | Chesterfield Aprilia    | Aprilia      | 28   | +4.380    | 6º      | 13    |
| 5º   | 8  | Tadayuki Okada           | Kanemoto Honda          | Honda        | 28   | +22.590   | 5º      | 11    |
| 6º   | 11 | Nobuatsu Aoki            | JHA Racing              | Honda        | 28   | +22.636   | 2º      | 10    |
| 7º   | 28 | Ralf Waldmann            | HB Honda Germany        | Honda        | 28   | +31.969   | 8º      | 9     |
| 8º   | 15 | Luis d'Antín             | Repsol-MX Honda Pepsi   | Honda        | 28   | +45.944   | 7º      | 8     |
| 9º   | 12 | Wilco Zeelenberg         | DC Racing               | Honda        | 28   | +45.976   | 11º     | 7     |
| 10º  | 22 | Jean-Michel Bayle        | Chesterfield Aprilia    | Aprilia      | 28   | +47.369   | 14º     | 6     |
| 11º  | 53 | Craig Connell            | Fibreflash Racing       | Honda        | 28   | +56.921   | 17º     | 5     |
| 12º  | 6  | Andreas Preining         | Dolly Buster Preining   | Aprilia      | 28   | +57.320   | 9º      | 4     |
| 13º  | 20 | Adrian Bosshard          | ELF Honda Dealer Suisse | Honda        | 28   | +57.469   | 10º     | 3     |
| 14º  | 23 | Carlos Checa             | Givi Racing             | Honda        | 28   | +1:12.094 | 12º     | 2     |
| 15º  | 19 | Eskil Suter              | Mohag Aprilia           | Aprilia      | 28   | +1:12.236 | 13º     | 1     |
| 16º  | 32 | Jurgen van den Goorbergh | Forza La Moto           | Aprilia      | 28   | +1:26.288 | 15º     |       |
| 17º  | 39 | Alessandro Gramigni      | Gramigni Gasss          | Aprilia      | 28   | +1:31.394 | 18º     |       |
| 18º  | 13 | Frédéric Protat          | Tech 3                  | Honda        | 27   | +1 giro   | 23º     |       |
| 19º  | 30 | José Luis Cardoso        | PR2                     | Aprilia      | 27   | +1 giro   | 19º     |       |
| 20º  | 34 | Christian Boudinot       | Promoto Sport           | Aprilia      | 27   | +1 giro   | 28º     |       |
| 21º  | 38 | Luis Maurel              | Maurel Competicion      | Honda        | 27   | +1 giro   | 20º     |       |
| 22º  | 29 | Juan Bautista Borja      | Team Hernandez          | Aprilia      | 27   | +1 giro   | 27º     |       |
| 23º  | 52 | Rene Bongers             | Jack Walters Racing     | Honda        | 27   | +1 giro   | 25º     |       |
| 24º  | 36 | Alan Patterson           | Team Cotoni             | Honda        | 26   | +2 giri   | 29º     |       |
| 25º  | 33 | Kristian Kaas            | KKN Racing              | Yamaha       | 26   | +2 giri   | 31º     |       |

### Ritirati
| Nº | Pilota                    | Motocicletta | Giri | Griglia |
| -- | ------------------------- | ------------ | ---- | ------- |
| 26 | Bernd Kassner             | Aprilia      | 27   | 16º     |
| 16 | Patrick van den Goorbergh | Aprilia      | 17   | 26º     |
| 31 | Enrique de Juan           | Aprilia      | 15   | 30º     |
| 35 | Rodney Fee                | Honda        | 13   | 32º     |
| 37 | Noël Ferro                | Honda        | 10   | 24º     |
| 27 | Adi Stadler               | Honda        | 7    | 21º     |

### Non partito
| Nº | Pilota         | Motocicletta | Griglia |
| -- | -------------- | ------------ | ------- |
| 1  | Tetsuya Harada | Yamaha       | 22º     |

## Classe 125

### Arrivati al traguardo
| Pos. | Nº | Pilota             | Squadra                | Motocicletta | Giri | Tempo     | Griglia | Punti |
| ---- | -- | ------------------ | ---------------------- | ------------ | ---- | --------- | ------- | ----- |
| 1º   | 2  | Kazuto Sakata      | Semprucci Krona        | Aprilia      | 26   | 43:05.474 | 1º      | 25    |
| 2º   | 10 | Peter Öttl         | Marlboro Aprilia Eckl  | Aprilia      | 26   | +5.199    | 3º      | 20    |
| 3º   | 19 | Garry McCoy        | AGV Attac Racing       | Aprilia      | 26   | +11.537   | 10º     | 16    |
| 4º   | 11 | Fausto Gresini     | Scot Racing            | Honda        | 26   | +15.540   | 4º      | 13    |
| 5º   | 7  | Oliver Petrucciani | Marlboro Aprilia       | Aprilia      | 26   | +24.593   | 12º     | 11    |
| 6º   | 6  | Akira Saitō        | ELF Team Kepla         | Honda        | 26   | +27.472   | 14º     | 10    |
| 7º   | 5  | Noboru Ueda        | Givi Racing            | Honda        | 26   | +27.957   | 9º      | 9     |
| 8º   | 9  | Herri Torrontegui  | Semprucci Krona        | Aprilia      | 26   | +27.993   | 7º      | 8     |
| 9º   | 36 | Masaki Tokudome    | Racing Supply          | Honda        | 26   | +28.463   | 11º     | 7     |
| 10º  | 1  | Dirk Raudies       | HB Team Raudies        | Honda        | 26   | +36.223   | 2º      | 6     |
| 11º  | 35 | Loek Bodelier      | LB Zwafink Racing      | Honda        | 26   | +36.344   | 24º     | 5     |
| 12º  | 31 | Gianluigi Scalvini | Team Italia IPA Corse  | Aprilia      | 26   | +36.348   | 16º     | 4     |
| 13º  | 29 | Gabriele Debbia    | Team Elit              | Aprilia      | 26   | +47.472   | 21º     | 3     |
| 14º  | 27 | Tomoko Igata       | Technical Sports       | Honda        | 26   | +48.274   | 25º     | 2     |
| 15º  | 28 | Hideyuki Nakajō    | JHA Racing             | Honda        | 26   | +48.496   | 20º     | 1     |
| 16º  | 23 | Bruno Casanova     | Scot Racing            | Honda        | 26   | +51.976   | 15º     |       |
| 17º  | 12 | Haruchika Aoki     | Moto Bum Honda         | Honda        | 26   | +52.029   | 19º     |       |
| 18º  | 22 | Lucio Cecchinello  | Givi Racing            | Honda        | 26   | +1:01.315 | 27º     |       |
| 19º  | 15 | Stefan Prein       | Energizer Elf          | Yamaha       | 26   | +1:02.934 | 28º     |       |
| 20º  | 30 | Manfred Geissler   | Marlboro Aprilia Eckl  | Aprilia      | 26   | +1:02.942 | 30º     |       |
| 21º  | 34 | Giuseppe Fiorillo  | Marlboro Team Pileri   | Honda        | 26   | +1:03.286 | 26º     |       |
| 22º  | 37 | Frédéric Petit     | Team Roc               | Yamaha       | 26   | +1:24.084 | 29º     |       |
| 23º  | 14 | Oliver Koch        | GP Team Ditter Plastic | Honda        | 26   | +1:24.668 | 23º     |       |
| 24º  | 24 | Hans Spaan         | Arie Molenaar Racing   | Honda        | 26   | +1:25.920 | 32º     |       |
| 25º  | 53 | Glen Richards      | Skye Signs             | Aprilia      | 26   | +1:34.830 | 33º     |       |
| 26º  | 21 | Carlos Giró        | Ducados Aprilia        | Aprilia      | 26   | +1:44.280 | 13º     |       |
| 27º  | 18 | Masafumi Ono       | Team Unemoto           | Honda        | 25   | +1 giro   | 34º     |       |
| 28º  | 33 | Vittorio Lopez     | Marlboro Team Pileri   | Honda        | 25   | +1 giro   | 35º     |       |

### Ritirati
| Nº | Pilota            | Motocicletta | Giri | Griglia |
| -- | ----------------- | ------------ | ---- | ------- |
| 16 | Manfred Baumann   | Yamaha       | 18   | 17º     |
| 32 | Stefano Perugini  | Aprilia      | 14   | 18º     |
| 3  | Takeshi Tsujimura | Honda        | 13   | 6º      |
| 52 | Ken Fisher        | Honda        | 7    | 31º     |
| 8  | Jorge Martínez    | Yamaha       | 5    | 5º      |
| 25 | Neil Hodgson      | Honda        | 4    | 22º     |
| 20 | Daniela Tognoli   | Aprilia      | 4    | 36º     |
| 4  | Yoshiaki Katō     | Yamaha       | 1    | 8º      |